# Aleksandar Varbanov
Aleksandar Varbanov (em búlgaro:  Александър Върбанов, Novi Pazar, Chumen, 9 de maio de 1964) é um campeão mundial de halterofilismo búlgaro.
Ganhou ouro no total combinado (arranque+arremesso) nos campeonatos mundiais de 1983, de 1985 e de 1986, prata em 1987; foi ainda campeão europeu por quatro vezes (1983, 1985, 1986 e 1987), uma vez vice-campeão (1984) e terceiro colocado em 1989, na categoria até 75 kg.
Participou dos Jogos Olímpicos de Seul 1988 e ganhou bronze, com 357,5 kg no total (157,5 no arranco e 200 no arremesso), na categoria até 75 kg, atrás de seu compatriota Borislav Guidikov (375 kg—167,5+207,5) e de Ingo Steinhöfel (365 kg—165+195), da Alemanha Oriental.

## Quadro de resultados
| Ano  | Posição  | Competição                                      | Classe de peso | Marca                |
| 1981 | 2.       | Campeonato Mundial Júnior em Lignano Sabbiadoro | –60 kg         | 270 kg (120+150)     |
| 1983 | 1.       | Campeonato Mundial e Europeu em Moscou *        | –75 kg         | 370 kg (157,5+212,5) |
| 1984 | 2.       | Campeonato Europeu em Vitoria-Gasteiz           | –75 kg         | 367,5 kg (160+207,5) |
| 1985 | 1.       | Campeonato Europeu em Katowice                  | –75 kg         | 360 kg (157,5+202,5) |
| 1985 | 1.       | Campeonato Mundial em Södertälje                | –75 kg         | 370 kg (160+210)     |
| 1986 | 1.       | Campeonato Europeu em Karl-Marx-Stadt           | –75 kg         | 372,5 kg (160+212,5) |
| 1986 | 1.       | Campeonato Mundial em Sófia                     | –75 kg         | 377,5 kg (165+212,5) |
| 1987 | 1.       | Campeonato Europeu em Reims                     | –75 kg         | 370 kg (160+210)     |
| 1987 | 2.       | Campeonato Mundial em Ostrava                   | –75 kg         | 365 kg (160+205)     |
| 1988 | 3.       | Jogos Olímpicos                                 | –75 kg         | 357,5 kg (157,5+200) |
| 1989 | 4. /2.** | Campeonato Mundial e Europeu em Atenas *        | –75 kg         | 350 kg (150+200)     |

*Os campeonatos europeus e os mundiais de 1983 e de 1989 foram organizados conjuntamente.

**Ficou em quarto no campeonato mundial e em segundo no campeonato europeu.

### Recordes
Varbanov estabeleceu dez recordes mundiais — sete no arremesso e três no total. Deteve os recordes no arremesso e no total da categoria até 75 kg (médio); entretanto, com a reestruturação das categorias de peso em 1993, essas marcas foram anuladas. Foi o primeiro homem da categoria leve (até 67,5 kg) a levantar 200 kg no arremesso, em competição. Seus recordes foram:
| Data       | Disciplina | Marca    | Classe de peso | Lugar           |
| ---------- | ---------- | -------- | -------------- | --------------- |
| 13.05.1983 | Total      | 367,5 kg | –75 kg         | Lille           |
| 26.10.1983 | Arremesso  | 210 kg   | –75 kg         | Moscou          |
| 13.09.1984 | Arremesso  | 200 kg   | –67,5 kg       | Varna           |
| 26.08.1985 | Arremesso  | 211,5 kg | –75 kg         | Södertälje      |
| 09.11.1985 | Arremesso  | 212 kg   | –75 kg         | Monte Carlo     |
| 09.05.1986 | Arremesso  | 212,5 kg | –75 kg         | Karl-Marx-Stadt |
| 11.11.1986 | Arremesso  | 215 kg   | –75 kg         | Sofia           |
| 05.12.1987 | Arremesso  | 215,5 kg | –75 kg         | Seul            |
| 05.12.1987 | Total      | 380 kg   | –75 kg         | Seul            |
| 20.02.1988 | Total      | 382,5 kg | –75 kg         | Plovdiv         |